# Saint Andrew North East (circunscripción electoral)

Saint Andrew North East en Granada.

Saint Andrew North East es una de las quince circunscripciones electorales en las que se divide Granada para las elecciones a la Cámara de Representantes. Comprende el extremo noreste de la parroquia de Saint Andrew, segunda más poblada del país. La circunscripción se creó para las elecciones generales de 1972 con la división de Saint Andrew North.
La circunscripción estuvo bajo el control del Partido Laborista Unido de Granada (GULP) desde su creación hasta 1995, cuando la ganó el Nuevo Partido Nacional (NNP). El NNP ha triunfado en la circunscripción en todas las elecciones generales posteriores. Kate Lewis-Peters es la actual representante de Saint Andrew North East.
De cara a las elecciones de 2022, la circunscripción tenía 5.362 electores registrados.

## Representantes electos
| Elección | Partido | Partido                            | Parlamentario     |
| -------- | ------- | ---------------------------------- | ----------------- |
| 1972     |         | Partido Laborista Unido de Granada | Waple Nedd        |
| 1976     |         | Partido Laborista Unido de Granada | Christier Thomas  |
| 1984     |         | Partido Laborista Unido de Granada | Marcel J. Peters  |
| 1990     |         | Partido Laborista Unido de Granada | Lawrence Gibbs    |
| 1995     |         | Nuevo Partido Nacional             | Oliver Archibald  |
| 1999     |         | Nuevo Partido Nacional             | Oliver Archibald  |
| 2003     |         | Nuevo Partido Nacional             | Roland Bhola      |
| 2008     |         | Nuevo Partido Nacional             | Roland Bhola      |
| 2013     |         | Nuevo Partido Nacional             | Roland Bhola      |
| 2018     |         | Nuevo Partido Nacional             | Kate Lewis-Peters |
| 2022     |         | Nuevo Partido Nacional             | Kate Lewis-Peters |